# Salsola geminiflora
Salsola geminiflora är en amarantväxtart som beskrevs av Edward Fenzl och Johann Franz Drège. Salsola geminiflora ingår i släktet sodaörter, och familjen amarantväxter. Inga underarter finns listade i Catalogue of Life.